# Waltheria matogrossensis
Waltheria matogrossensis är en malvaväxtart som beskrevs av J. G. Saunders. Waltheria matogrossensis ingår i släktet Waltheria och familjen malvaväxter. Inga underarter finns listade i Catalogue of Life.